# Velîkîi Luh, Cervonoarmiisk
Velîkîi Luh (în ucraineană Великий Луг) este localitatea de reședință a comunei Velîkîi Luh din raionul Cervonoarmiisk, regiunea Jîtomîr, Ucraina.

## Demografie
Componența lingvistică a localității Velîkîi Luh
     Ucraineană (98,14%)
     Alte limbi (1,72%)
Conform recensământului din 2001, majoritatea populației localității Velîkîi Luh era vorbitoare de ucraineană (98,14%), existând în minoritate și vorbitori de alte limbi.